# Assevillers
Assevillers [asvile] est une commune française située dans le département de la Somme en région Hauts-de-France.

## Géographie

### Localisation

#### Communes limitrophes
| Dompierre-Becquincourt | Herbécourt         | Flaucourt          |
| Dompierre-Becquincourt | Assevillers        | Barleux            |
| Fay                    | Estrées-Deniécourt | Belloy-en-Santerre |

### Nature du sol et du sous-sol
Le limon argilo-siliceux prédomine au niveau de la consistance du sol. Le sous-sol est composé de potasse et d'acide phosphatique.

### Relief, paysage, végétation
Le relief de la commune est celui du plateau du Santerre. Le terrain est particulièrement plat mais présente de petits vallons vers Flaucourt, Estrées-Deniécourt et Fay.

### Hydrographie
La commune est située dans le bassin Artois-Picardie. Elle n'est drainée par aucun cours d'eau.

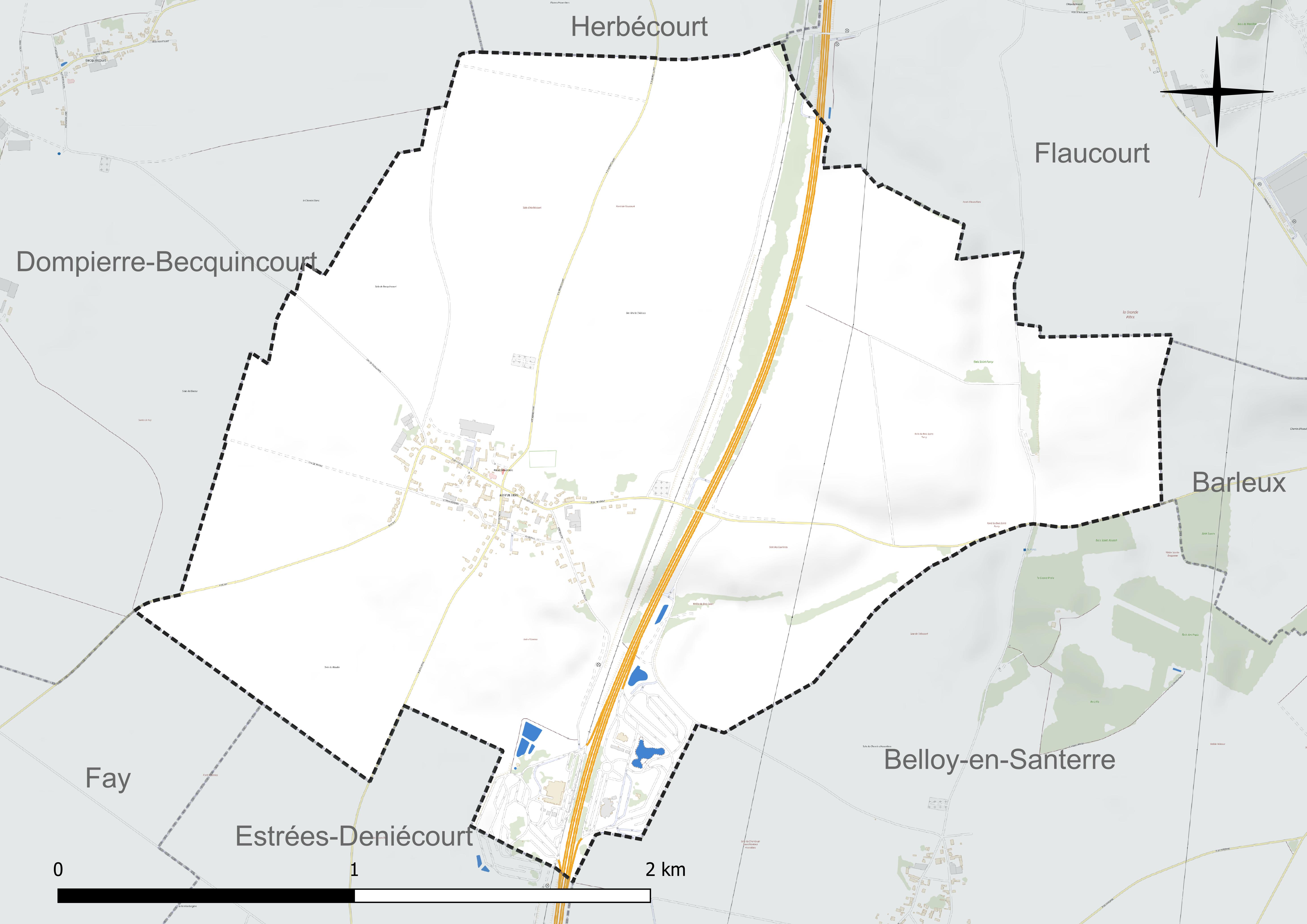
Réseau hydrographique d'Assevillers.

### Climat
Pour des articles plus généraux, voir Climat des Hauts-de-France et Climat de la Somme.
En 2010, le climat de la commune est de type climat océanique dégradé des plaines du Centre et du Nord, selon une étude du CNRS s'appuyant sur une série de données couvrant la période 1971-2000. En 2020, Météo-France publie une typologie des climats de la France métropolitaine dans laquelle la commune est exposée à un climat océanique et est dans la région climatique Nord-est du bassin Parisien, caractérisée par un ensoleillement médiocre, une pluviométrie moyenne régulièrement répartie au cours de l'année et un hiver froid (3 °C).
Pour la période 1971-2000, la température annuelle moyenne est de 10,4 °C, avec une amplitude thermique annuelle de 14,7 °C. Le cumul annuel moyen de précipitations est de 740 mm, avec 12,1 jours de précipitations en janvier et 8,9 jours en juillet. Pour la période 1991-2020, la température moyenne annuelle observée sur la station météorologique la plus proche, située sur la commune d'Estrées-Mons à 12 km à vol d'oiseau, est de 11,0 °C et le cumul annuel moyen de précipitations est de 647,5 mm,. Pour l'avenir, les paramètres climatiques de la commune estimés pour 2050 selon différents scénarios d'émission de gaz à effet de serre sont consultables sur un site dédié publié par Météo-France en novembre 2022.

### Voies de communication et transports
La localité est desservie par les autocars du réseau inter-urbain Trans'80, Hauts-de-France (ligne no 59, Harbonnières - Péronne).

## Urbanisme

### Typologie
Au 1er janvier 2024, Assevillers est catégorisée commune rurale à habitat dispersé, selon la nouvelle grille communale de densité à sept niveaux définie par l'Insee en 2022.
Elle est située hors unité urbaine. Par ailleurs la commune fait partie de l'aire d'attraction de Péronne, dont elle est une commune de la couronne,. Cette aire, qui regroupe 52 communes, est catégorisée dans les aires de moins de 50 000 habitants,.

### Occupation des sols
L'occupation des sols de la commune, telle qu'elle ressort de la base de données européenne d'occupation biophysique des sols Corine Land Cover (CLC), est marquée par l'importance des territoires agricoles (81,8 % en 2018), en diminution par rapport à 1990 (91,1 %). La répartition détaillée en 2018 est la suivante : 
terres arables (81,8 %), zones industrielles ou commerciales et réseaux de communication (13,1 %), zones urbanisées (5,1 %). L'évolution de l'occupation des sols de la commune et de ses infrastructures peut être observée sur les différentes représentations cartographiques du territoire : la carte de Cassini (XVIIIe siècle), la carte d'état-major (1820-1866) et les cartes ou photos aériennes de l'IGN pour la période actuelle (1950 à aujourd'hui).

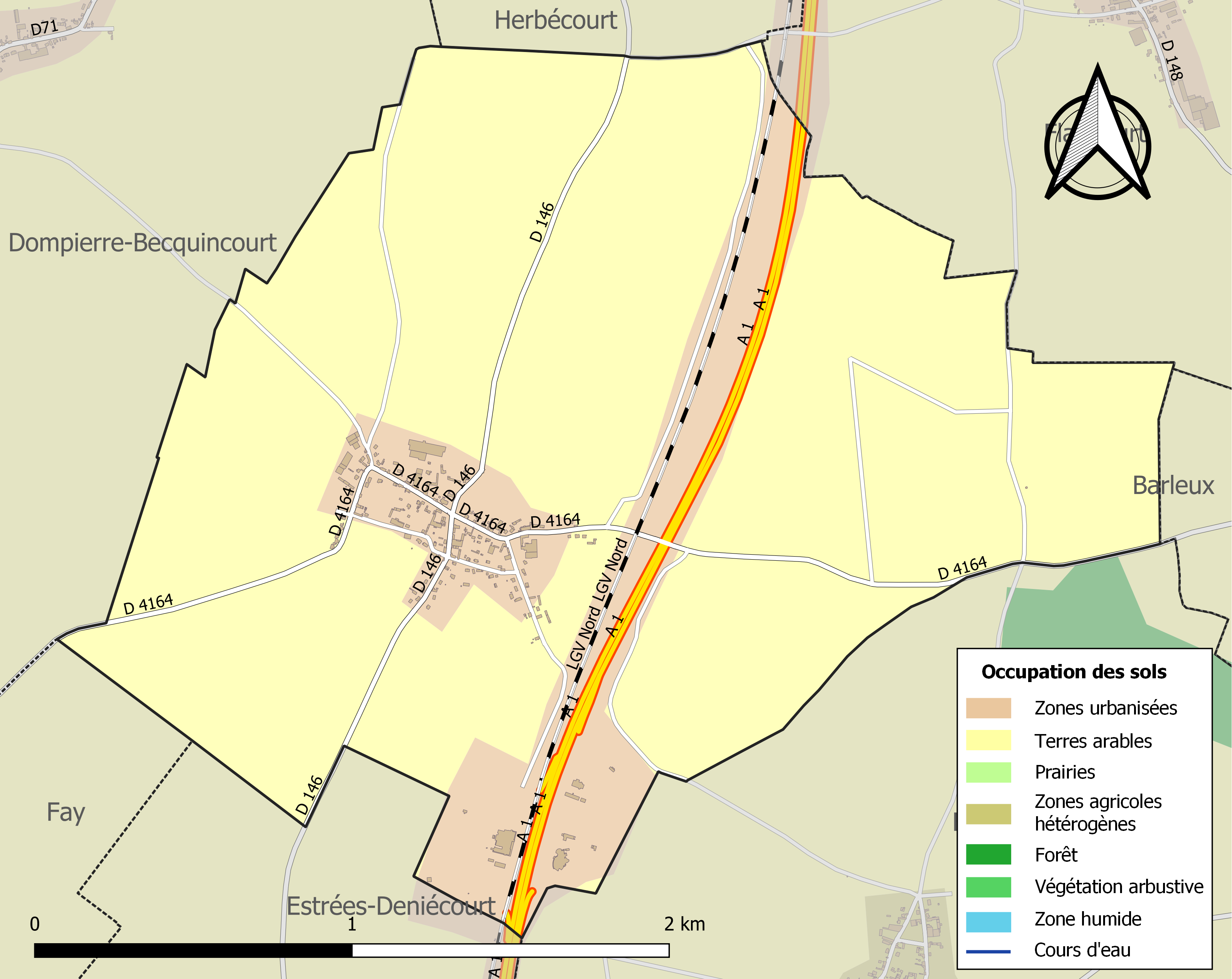
Carte des infrastructures et de l'occupation des sols de la commune en 2018 (CLC).

### Habitat
La commune d'Assevillers présente un habitat groupé en son chef-lieu. Détruit au cours de la Première Guerre mondiale, le village a été reconstruit durant l'entre-deux-guerres.

### Voies de communication et transports
Assevillers  est située à proximité immédiate de l'autoroute A1, sur l'axe Lille - Paris et de l'autoroute A29 sur l'axe Amiens - Saint-Quentin.
Assevillers se trouve également à 2 km de la gare TGV Haute Picardie où se situe une zone d'activité portant le même nom.

## Toponymie
Le nom de la localité est attesté sous les formes Assa villa en 1214, Assevilliers en 1415 et en 1429.
Asvilé en picard.
Plusieurs hypothèses ont été émise quant à l'origine du nom Assevillers : Assa villa signifierait soit « village brûlé », soit « lieu exposé aux rayons du soleil », soit « lieu où les habitants façonnent le bois de la forêt voisine »,.
Le nom Assevillers est très certainement de formation germano-romane. Villers proviendrait du latin villare (de villa, domaine agricole) signifiant partie de la villa démembrée pour former un nouveau domaine. Asson dériverait d'un anthroponyme d'origine germanique, celui du premier propriétaire de ce nouveau domaine, selon toute vraisemblance.

## Histoire

### Préhistoire
La présence d'un polissoir datant de l'époque néolithique, sur le territoire de la commune prouve une occupation humaine en ces lieux dès la préhistoire.

### Antiquité
Il n'y a pas trace de présence d'un habitat gallo-romain sur le territoire de l'actuel Assevillers.

### Moyen Âge
1214, première mention du lieu nommé Assa villa (Assevillers) appartenant à Simon de Moreuil. Jusqu'au XVe siècle, Assevillers n'a été qu'un hameau, qui se développa à la fin du Moyen Âge, dépendant de la paroisse voisine de Fay.
Au XVe siècle, Assevillers était la possession de la famille de Caulaincourt et de la famille d'Ailly. Le 16 juin 1409, Colard d'Ailly reconnut, dans un aveu, tenir du roi un fief à Assevillers.

### Époque moderne
En 1528, Lancelot de Chambly possédait un fief à Assevillers, relevant de la seigneurie de Villers-Carbonnel.
En 1576, un d'Assevillers fut signataire de la Ligue de même qu'un Tassart-Assevillers. Cependant, en 1577, la seigneurie d'Assevillers était la possession de la famille d'Amerval. En 1574, Marie-Louise d'Amerval épousa Oudard de Mailly-Couronnel et la seigneurie d'Assevillers resta dans cette famille jusque 1789.

### Époque contemporaine

#### Première Guerre mondiale
La commune d'Assevillers a été au cœur de la Première Guerre mondiale. Elle fut occupée dès le mois d'août 1914 par l'armée allemande.
Elle fut pratiquement entièrement détruite en juin-juillet 1916, durant la bataille de la Somme. Lors cette bataille, plusieurs millions d'obus ont été tirés en direction des tranchées allemandes. C'est ainsi que l'église d'Assevillers, qui représentait un point d'observation pour l'armée allemande, a été détruite par l'artillerie franco-britannique. Elle fut définitivement libérée le 28 août 1918 par l'armée australienne La commune est l'une des 338 qui établirent un plan de reconstruction prescrit par la loi du 14 mars et du 17 avril 1919.

#### Seconde Guerre mondiale
Lors de la bataille de France, de 1940, Assevillers fut occupée par l'armée allemande le 19 mai. Le village avait été évacué le 17, par ordre de la préfecture de la Somme. Le 26 mai, le 1er bataillon du 41e régiment d'infanterie français déclencha une attaque pour reprendre le village. Le bilan fut très lourd pour l'armée française qui ne put reprendre le village, 50 morts et 75 blessés. Le 5 juin, les chars allemands concentrés entre Barleux et Assevillers attaquaient l'armée française.

## Politique et administration

### Rattachements administratifs et électoraux
La commune se trouve dans l'arrondissement de Péronne du département de la Somme. Pour l'élection des députés, elle fait partie depuis 1958 de la cinquième circonscription de la Somme.
Elle faisait partie depuis 1801 du canton de Chaulnes. Dans le cadre du redécoupage cantonal de 2014 en France, la commune est intégrée au canton de Ham.

### Intercommunalité
La commune était adhérente de la communauté de communes de Haute-Picardie créée en 1994 sous le nom de communauté de communes de Chaulnes et environs, et qui a pris sa dénomination de communauté de communes de Haute-Picardie en 1999.
Dans le cadre des dispositions de la loi portant nouvelle organisation territoriale de la République du 7 août 2015, qui prévoit que les établissements publics de coopération intercommunale (EPCI) à fiscalité propre doivent avoir un minimum de 15 000 habitants, la préfète de la Somme propose en octobre 2015 un projet de nouveau schéma départemental de coopération intercommunale (SDCI) qui prévoit la réduction de 28 à 16 du nombre des intercommunalités à fiscalité propre du département.
Le projet préfectoral prévoit la « fusion des communautés de communes de Haute Picardie et du Santerre », le nouvel ensemble de 17 954 habitants regroupant 46 communes,,. À la suite de l'avis favorable de la commission départementale de coopération intercommunale en janvier 2016, la préfecture sollicite l'avis formel des conseils municipaux et communautaires concernés en vue de la mise en œuvre de la fusion le 1er janvier 2017.
Cette procédure aboutit à la création au 1er janvier 2017 de la communauté de communes Terre de Picardie, dont la commune est désormais membre.

### Liste des maires
| Période                                  | Période                      | Identité               | Étiquette | Qualité |
| ---------------------------------------- | ---------------------------- | ---------------------- | --------- | --- |
| Les données manquantes sont à compléter. |                              |                        |           | |
| 1878                                     | 1919                         | Ernest Boinet,         |           | Agriculteur, fabricant de sucre, Directeur des sucreries d'Epenancourt et de Génermont (Fresnes-Mazancourt) Conseiller général de Chaulnes (1882 → 1919) Décédé en fonction |
| avant 1988                               |                              | Jean-Marie Marchandise |           | |
| Les données manquantes sont à compléter. |                              |                        |           | |
| juin 1995                                | juillet 2020                 | Michel Guilbert        |           | |
| juillet 2020                             | En cours (au 5 juillet 2020) | Didier Jacob           |           | Chef d'entreprise |

## Population et société

### Démographie
L'évolution du nombre d'habitants est connue à travers les recensements de la population effectués dans la commune depuis 1793. Pour les communes de moins de 10 000 habitants, une enquête de recensement portant sur toute la population est réalisée tous les cinq ans, les populations de référence des années intermédiaires étant quant à elles estimées par interpolation ou extrapolation. Pour la commune, le premier recensement exhaustif entrant dans le cadre du nouveau dispositif a été réalisé en 2005.

En 2022, la commune comptait 310 habitants, en évolution de +5,8 % par rapport à 2016 (Somme : −1,26 %, France hors Mayotte : +2,11 %).
| 1793 | 1800 | 1806 | 1821 | 1831 | 1836 | 1841 | 1846 | 1851 |
| ---- | ---- | ---- | ---- | ---- | ---- | ---- | ---- | ---- |
| 604  | 329  | 492  | 444  | 492  | 465  | 465  | 480  | 464  |

| 1856 | 1861 | 1866 | 1872 | 1876 | 1881 | 1886 | 1891 | 1896 |
| ---- | ---- | ---- | ---- | ---- | ---- | ---- | ---- | ---- |
| 419  | 406  | 405  | 389  | 416  | 401  | 388  | 411  | 414  |

| 1901 | 1906 | 1911 | 1921 | 1926 | 1931 | 1936 | 1946 | 1954 |
| ---- | ---- | ---- | ---- | ---- | ---- | ---- | ---- | ---- |
| 405  | 401  | 307  | 124  | 189  | 187  | 202  | 188  | 190  |

| 1962 | 1968 | 1975 | 1982 | 1990 | 1999 | 2005 | 2006 | 2010 |
| ---- | ---- | ---- | ---- | ---- | ---- | ---- | ---- | ---- |
| 199  | 203  | 221  | 262  | 256  | 228  | 260  | 260  | 287  |

| 2015 | 2020 | 2022 | - | - | - | - | - | - |
| ---- | ---- | ---- | - | - | - | - | - | - |
| 290  | 307  | 310  | - | - | - | - | - | - |

En 1898, une râperie, à un kilomètre du village, compte six habitants.

### Équipements
À la suite de la fermeture de l'école municipale en 2017, le bâtiment a été rénové. Il est devenu une salle des fêtes en 2019 .

## Économie

### Activités économiques et de services
L'agriculture demeure une activité essentielle de la commune sur le territoire de laquelle a été aménagée une aire de repos et de service autoroutière de l'autoroute A1. Y furent ouverts le premier Quick autoroutier et aussi les premiers hôtels Accor[réf. nécessaire].
L'aire de service autoroutière d'Assevillers, généralement qualifiée la plus importante d'Europe, peut accueillir 30 000 personnes par jour lors des grandes pointes de déplacements. Elle compte, en 2017, quatorze boutiques ou restaurants qui emploient 350 salariés.
L'aire fait l'objet en 2018-2019 d'une profonde restructuration qui comprend le démontage de la passerelle piétonne au-dessus de  l'autoroute.

## Culture locale et patrimoine

### Lieux et monuments
- Polissoir dit « Grès de Saint-Martin », du Néolithique, bloc de grès gris de 2,50 m de long sur 1,20 m de large environ, initialement implanté à 1,5 km au nord du village, dans la  plaine de la Croix de Saint-Martin, et désormais déplacé à côté de l'église Notre-Dame-de-l'Assomption[37].

- Ensemble mairie-église  labelisé « Patrimoine du xxe siècle »  par le ministère de la Culture en 2005. Cet édifice, conçu par l'architecte Louis Duthoit, a été inauguré en 1929[38]. L'ancienne église a été totalement détruite durant l'offensive franco-britannique lors de la bataille de la Somme, fin juin 1916.

- Oratoire Notre-Dame-de-Lourdes, en forme de triangle. Une chapelle Notre-Dame-de-Bon-Secours avait été construite en 1834 puis détruite pendant la guerre[39].
- Le Cimetière militaire britannique d'Assevillers (Assevillers New British Cemetery) contient un peu plus de 800 soldats dont 482 identifiés[40].

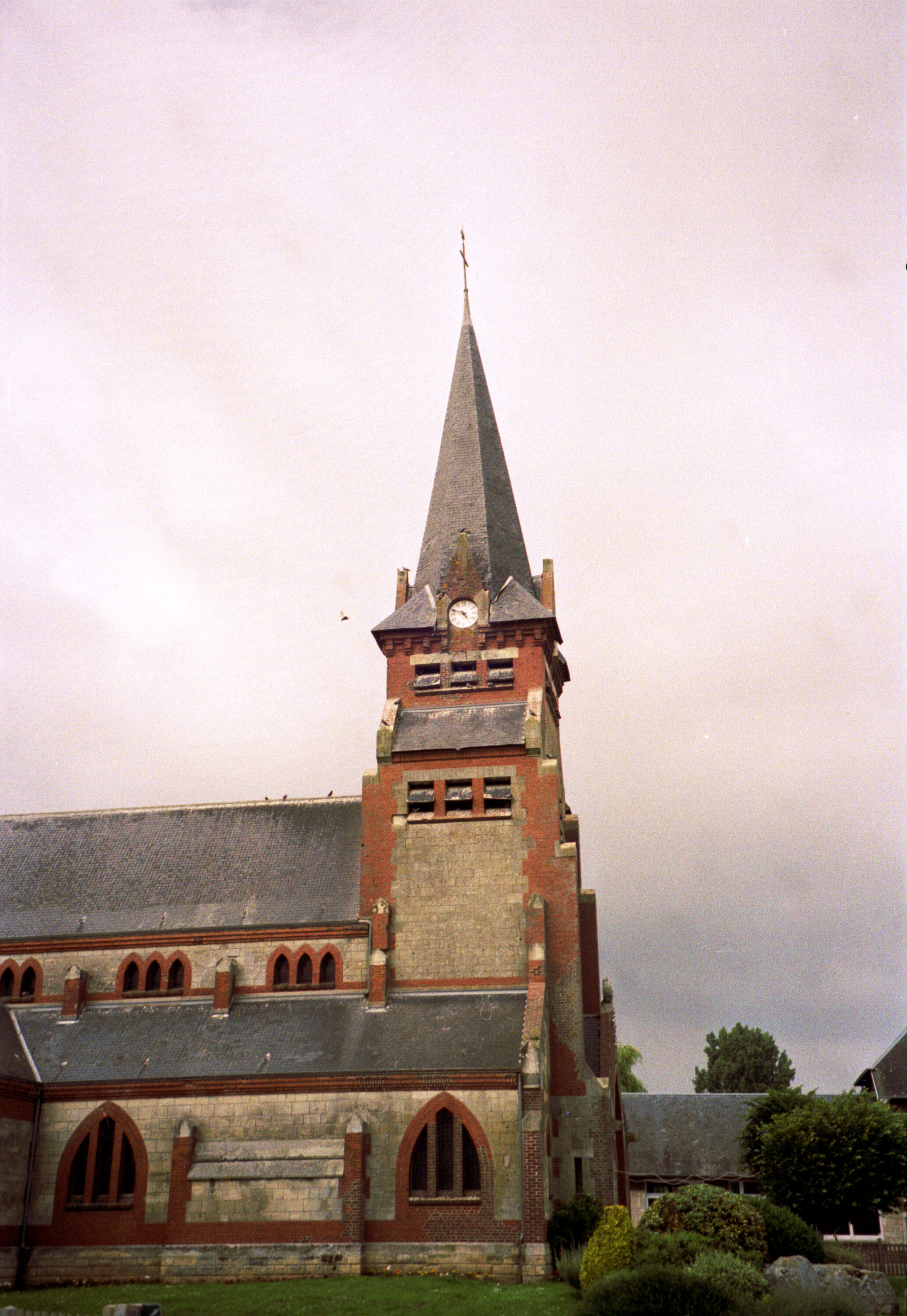
Église Notre-Dame-de-l'Assomption.
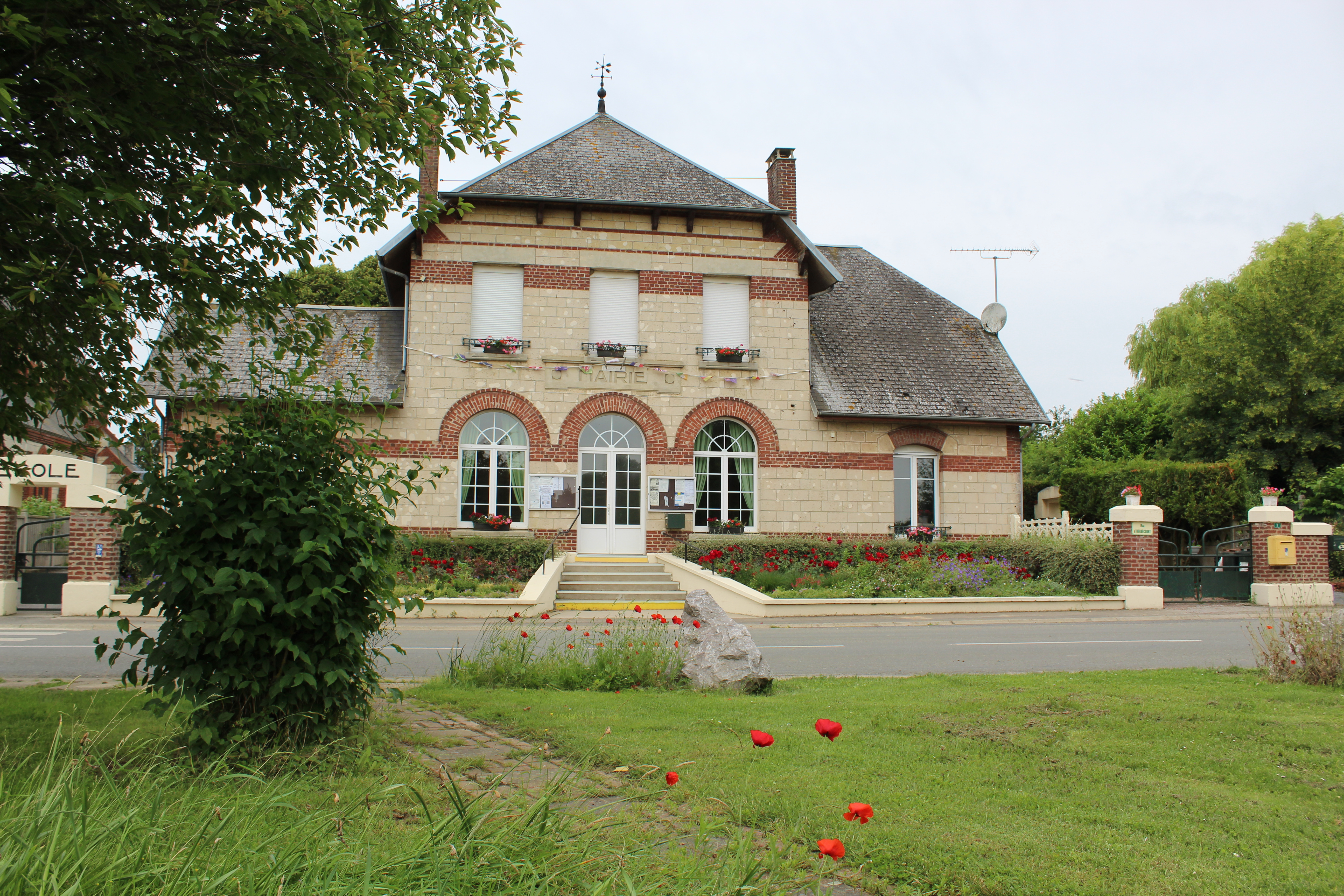
La mairie.
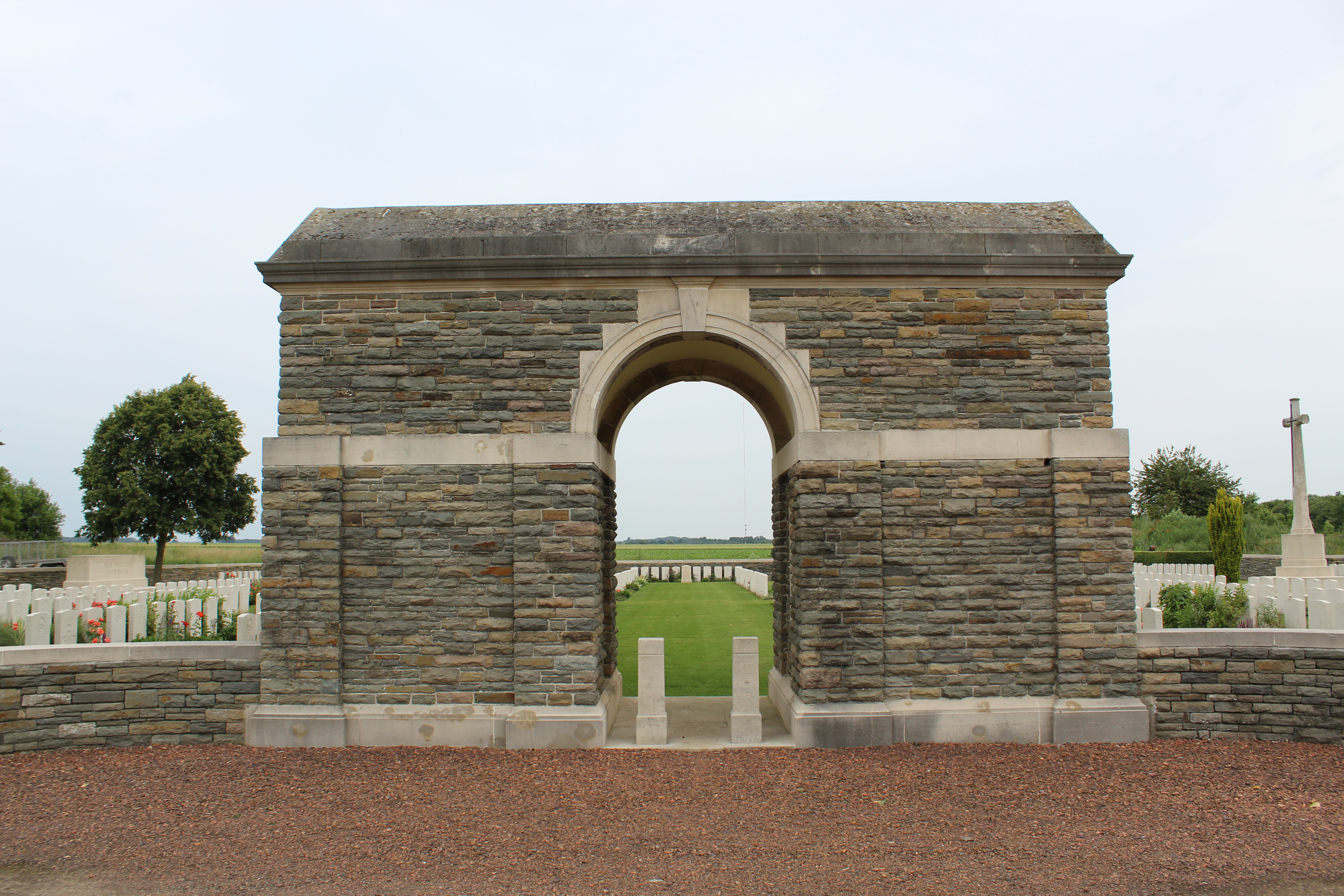
Le cimetière militaire britannique.
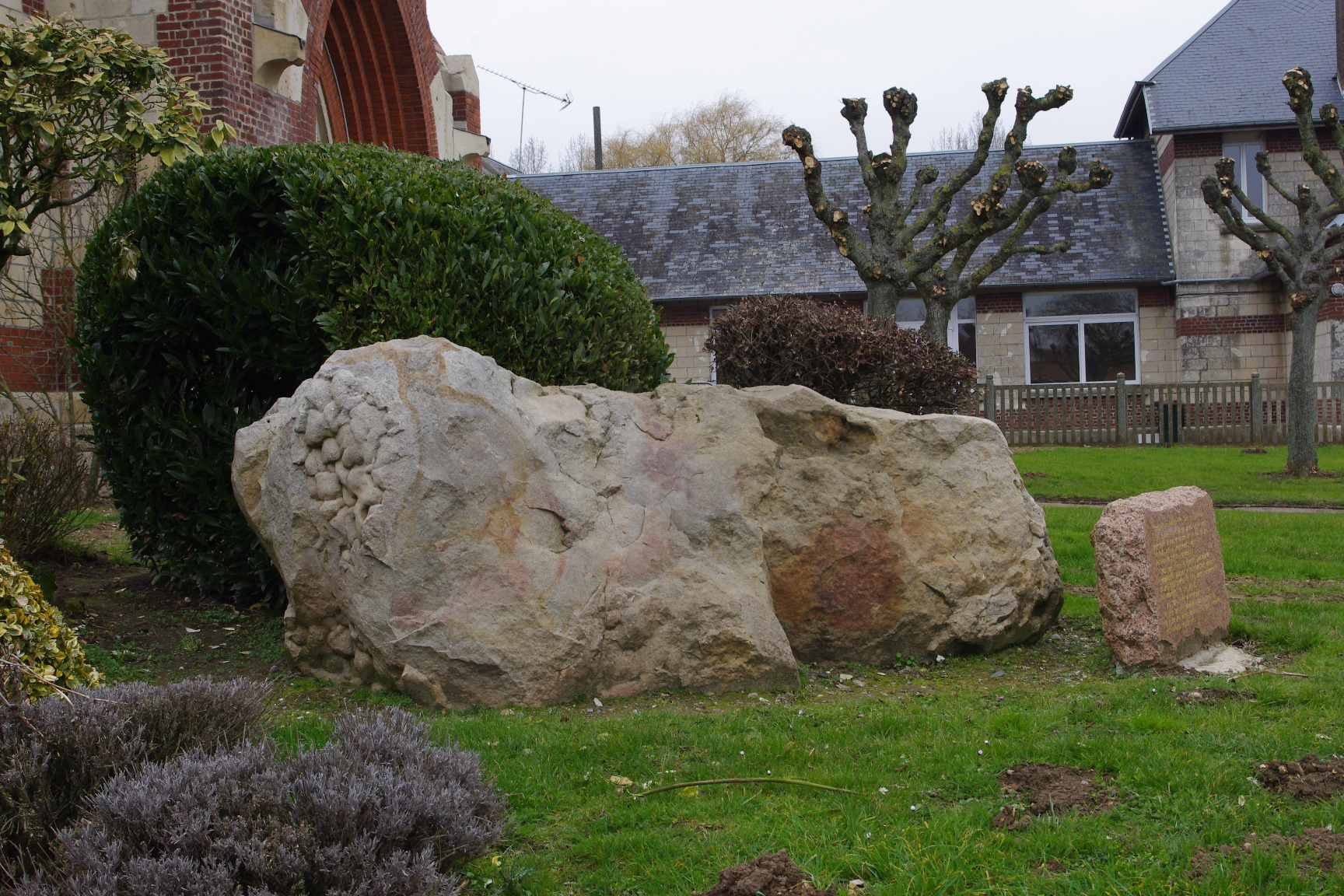
Le grès de Saint-Martin.

- L'aire d'Assevillers, l'une des plus grandes aires d'autoroute d'Europe, abrite une dizaine d'enseignes dont plusieurs hôtels. Elle s'étale des deux côtés de l'autoroute. Une passerelle permet de passer d'un côté à l'autre[36] .

### Personnalités liées à la commune
- Cecil Healy, médaillé olympique de natation aux jeux de Stockholm en 1912, sous-lieutenant au 19e bataillon australien d'infanterie tué le 29 août 1918 à l'âge de 34 ans lors de la bataille du Mont Saint-Quentin, inhumé au « Assevillers New British Cemetery »[41].

### Héraldique
|  | La commune a repris les armoiries de la famille d'Amerval, seigneur d'Assevillers du XVe au XVIIIe siècle, les couleurs étant simplement inversées. On ignore si et à quelle date Assevillers releva officiellement ces armes qui figuraient sur le site internet de la commune en 2012. Blasonnement : - De gueules à trois besants d'argent posés 2 et 1. Ornement extérieur : - Croix de guerre 1914-1918 |

## Pour approfondir